# Bank von Spanien
Die Bank von Spanien (spanisch Banco de España) ist die Zentralbank von Spanien und als solche Teil des Europäischen System der Zentralbanken.

## Organisation
Die Geschäftsführung der Bank von Spanien wird in einem Verfassungsgesetz geregelt. Sie besteht aus folgenden Organen:
- Präsident: Pablo Hernández de Cos[2].
- stellvertretende Präsidentin: Margarita Delgado[3].
- Regierungsbeirat, bestehend aus[4]:
  - Der Präsident,
  - Die stellvertretende Präsidentin,
  - 6 Berater: Carmen Alonso, Paz Andrés, Rafael Castejón, Fernando Eguidazu, Núria Mas und Soledad Núñez,
  - Der Generalsekretär des Schatzamtes und für Internationale Finanzierung: Carlos San Basilio Pardo,
  - Die Vizepräsidentin der Börsenaufsichtsbehörde CNMV: Ana María Martínez-Pina.
- Exekutivausschuss, bestehend aus[5]:
  - Der Präsident,
  - Die stellvertretende Präsidentin,
  - 2 Berater: Fernando Eguidazu und Soledad Núñez.

Der Präsident wird vom Spanischen König ernannt.

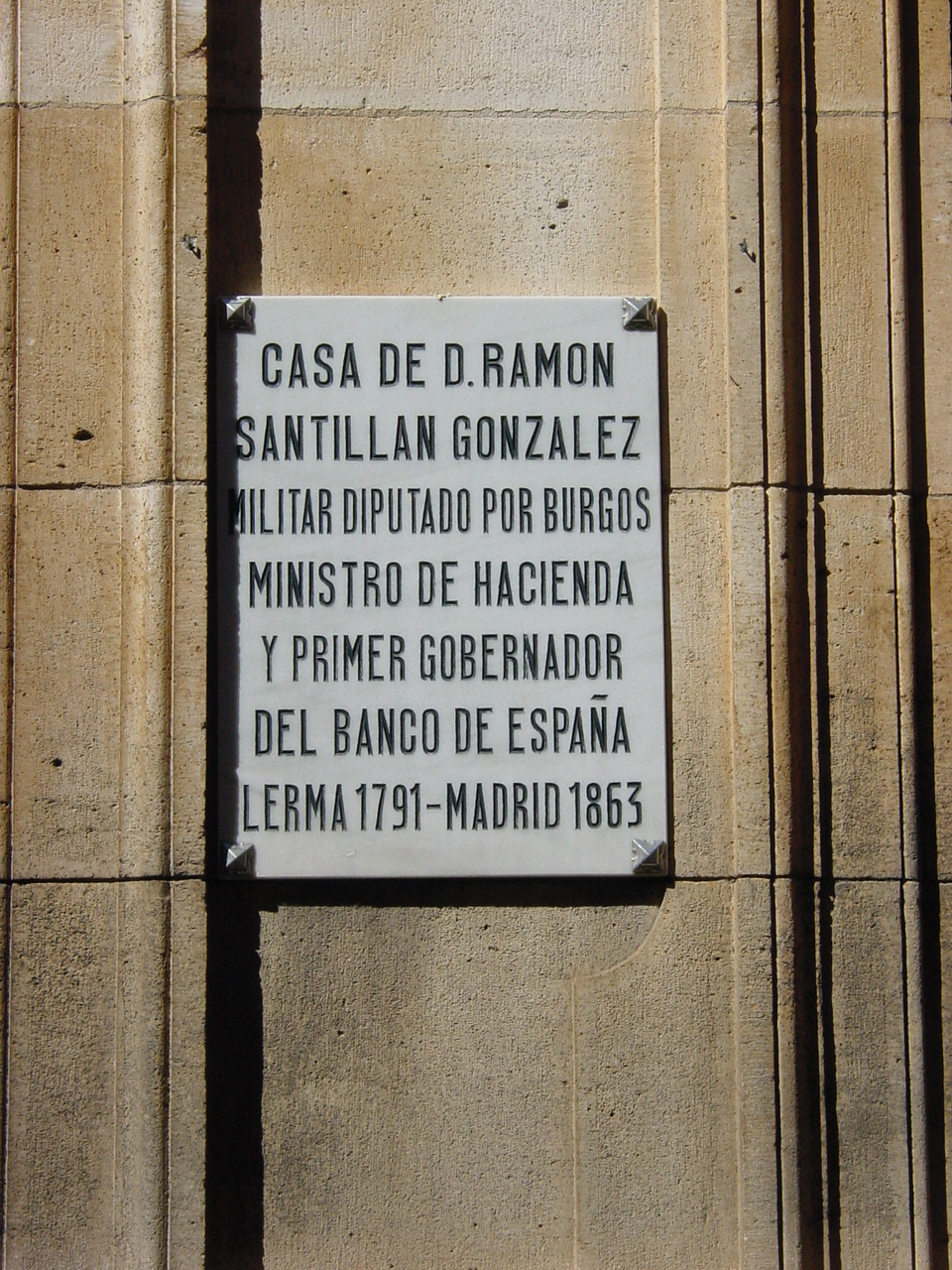
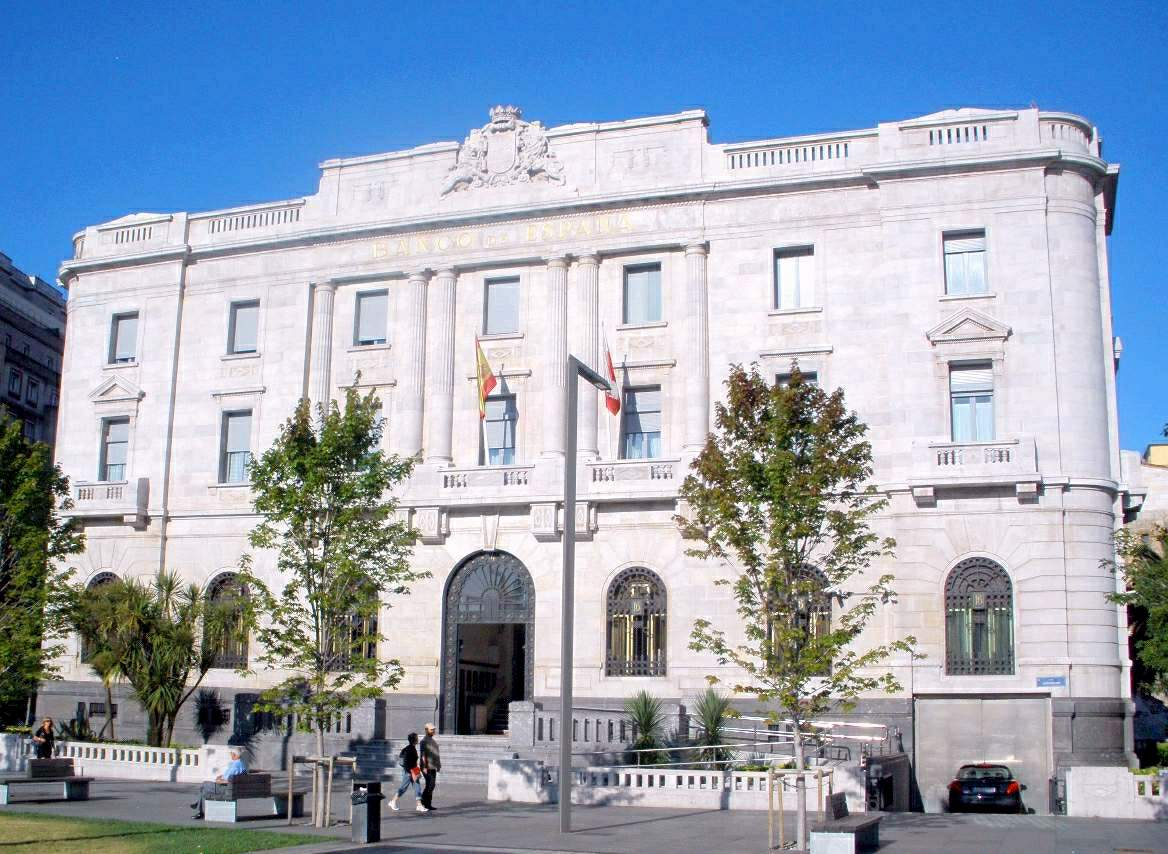

## Geschichte

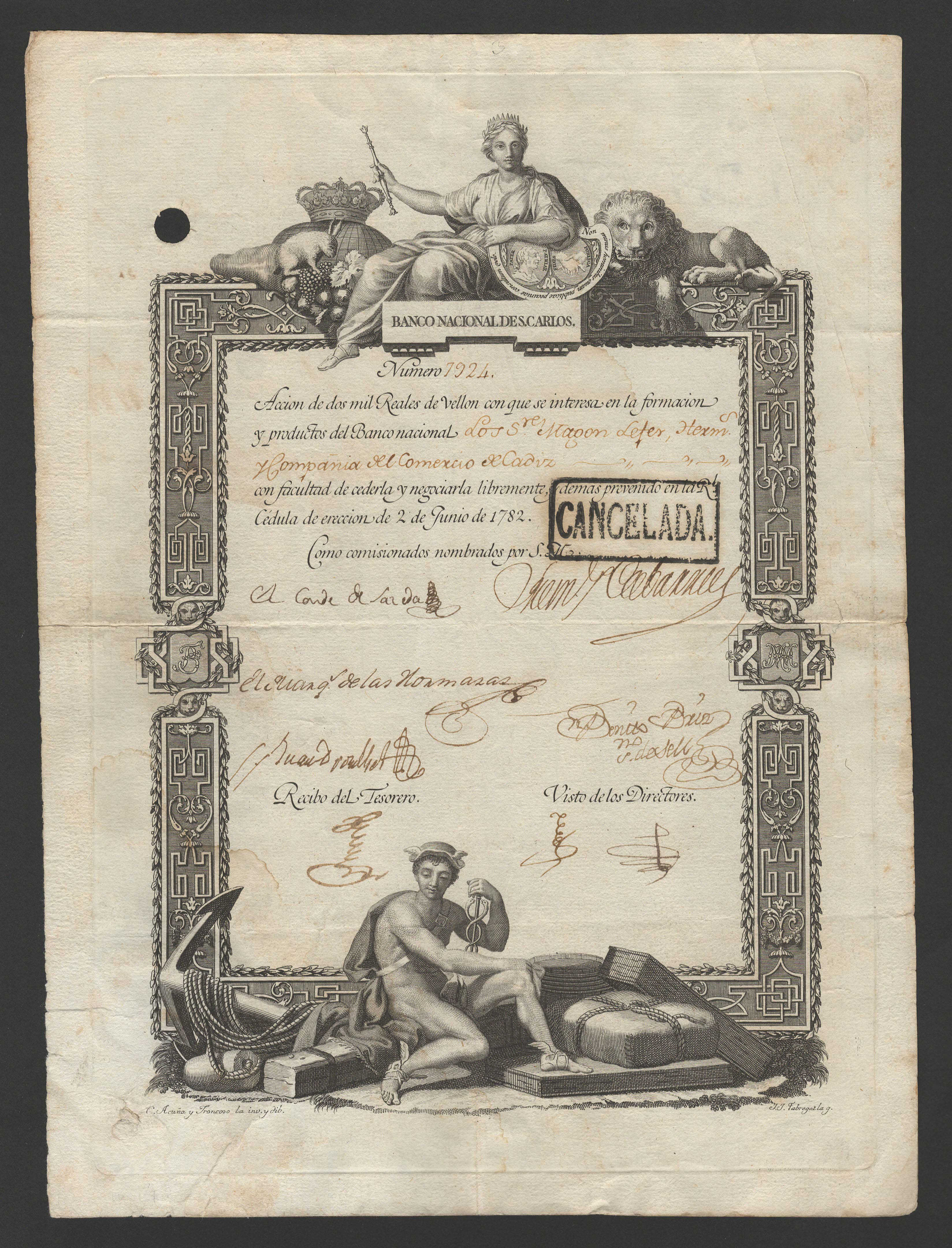
Gründeraktie der Banco Nacional de San Carlos vom 2. Juni 1782

Der zweite Krieg Spaniens gegen Großbritannien (1780–83) wurde mittels eines verzinslichten Papiergeldes finanziert. Diese „Vales reales“ waren ursprünglich in Stückelungen von je 600 Pesos ausgegebene Schatzscheine, die mit 4 % verzinst waren. Ein königliches Dekret von 1780 schuf jedoch einen Annahmezwang im Handel, womit die Papiere den Charakter von Banknoten bekamen. Bedingt durch den ungünstigen Kriegsverlauf wurde die umlaufende Menge der Papiere stark erhöht, wodurch der Kurs spürbar sank. Um die Geldstabilität wiederherzustellen, wurde 1783 eine Einlösbarkeit in Metallgeld garantiert. Garant war die hierzu neu geschaffene, am 2. Juni 1782 per Dekret von König Karl III. gegründete „Banco Nacional de San Carlos“, die heutige Bank von Spanien.
Kurzfristig war die Maßnahme erfolgreich und die Papiere notierten bei Pari. Doch bereits im Folgejahr wurde die Bank gezwungen, die Regierung mit umfangreichen Darlehen zu stützen. Um eine Illiquidität der Bank zu vermeiden, wurde 1784 die Einlösepflicht aufgehoben. Die Bank emittierte in großem Umfang weitere Banknoten (nun auch im Nominalwert von 300 und 150 Pesos), die im Kurs entsprechend sanken. Verschiedene Maßnahmen (wie die staatliche Festsetzung eines Zwangskurses 1799 bis 1800) zur Stabilisierung des Wertes scheiterten. Erst 1824 gelang eine Stabilisierung des Kurses, indem das Papiergeld in festverzinsliche Staatsanleihen umgewandelt wurde.
1829 wurde die Banco Nacional de San Carlos aufgelöst und an ihrer statt die „Banco Español de San Fernando“ als Notenbank gegründet. Diese gab Banknoten à 500, 1000, 2000 und 4000 Reales aus. 1841 wurde die Bank durch eine umfangreiche Geldnotenfälschung erschüttert. In der Folge kam es zu einem Bank Run, den die Bank nur mit Unterstützung der großen Madrilenischen Handelshäuser überstand.
1844 wurde eine zweite halbstaatliche Notenbank, die „Banco de Isabel II“ in Madrid geschaffen. Die Rivalitäten zwischen beiden Häusern trugen jedoch nicht zu einer besseren Geldpolitik bei. 1847 fusionierten beide Institute zur „Nuevo Banco Español de San Fernando“.
Die Bank reduzierte in den Folgejahren die umlaufende Bargeldmenge deutlich und trug durch eine Trennung des Notenbankgeschäftes von dem Bankgeschäft zur Stabilisierung des Geldwertes bei. 1856 erhielt die Bank den Namen „Banco de España“, war aber trotz dieses Namens nur eine von vielen Privatnotenbanken Spaniens.
Erst in einem Dekret von 1874 wurde eine Zentralisierung des spanischen Geldwesens vorgenommen. Die Banco de España erhielt ein Banknotenmonopol. 11 regionale Notenbanken wurden auf sie verschmolzen.
Seit dem 11. Juni 2018 wird die Bank von Pablo Hernández de Cos geleitet.